# Villers-Saint-Frambourg-Ognon
Villers-Saint-Frambourg-Ognon é uma comuna francesa na região administrativa de Altos da França, no departamento de Oise. Estende-se por uma área de 14.54 km². Em 2010 a comuna tinha 750 habitantes (densidade: 51,6 hab./km²).
Foi criada em 1 de janeiro de 2019, a partir da fusão das antigas comunas de Villers-Saint-Frambourg (sede da comuna) e Ognon.